# Mapa de Juan de la Cosa

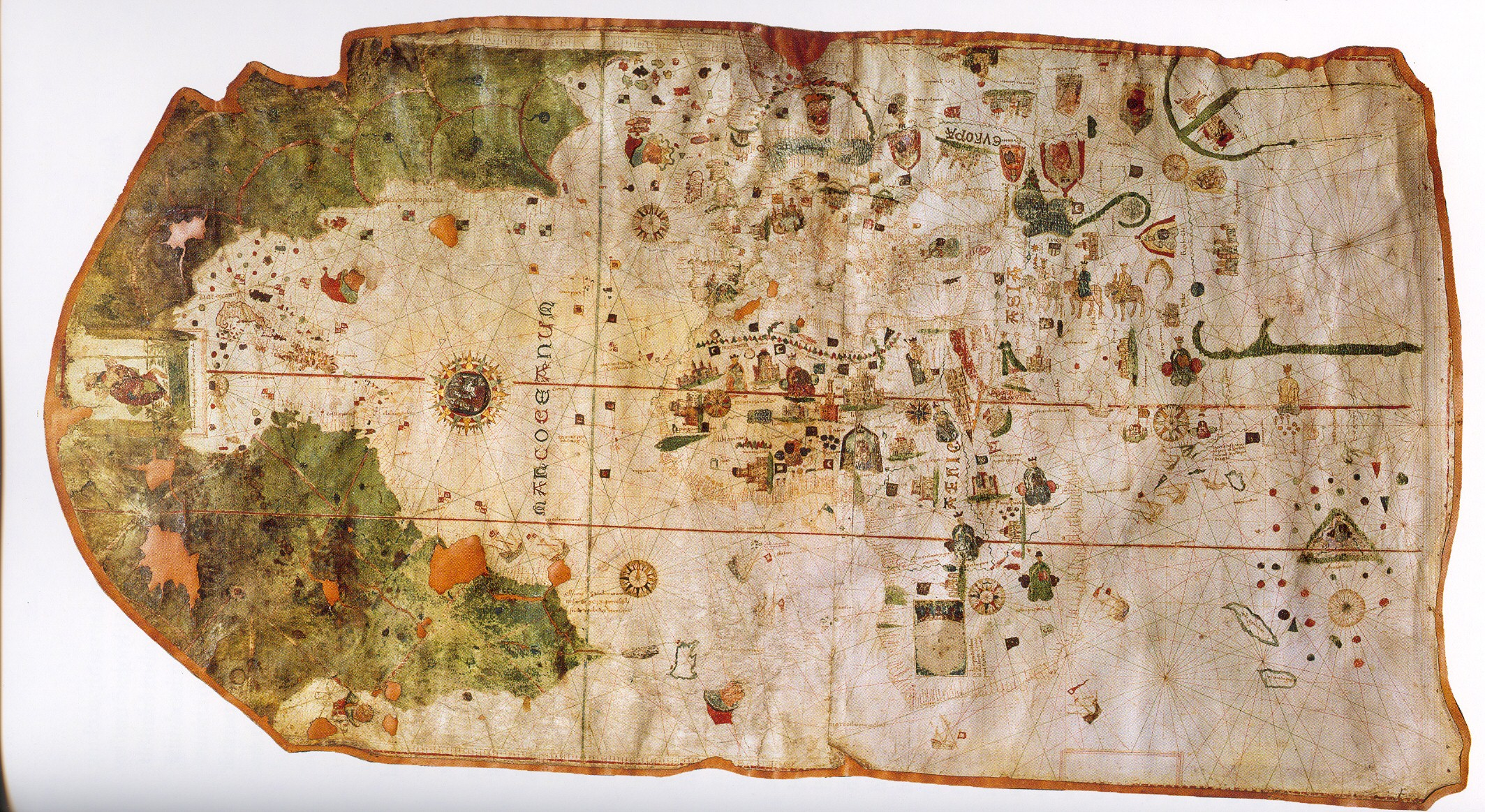
Mapa de Juan de la Cosa: à esquerda, na cor verde, o Novo Mundo; no centro e à direita, na cor branca, o Velho Mundo.

O chamado mapa de Juan de la Cosa, também referido como carta de Juan de la Cosa, é um mapa do ano de 1500, atualmente no Museu Naval de Madrid, na Espanha. Foi confeccionado pelo navegador e explorador espanhol Juan de la Cosa, a pedido dos Reis Católicos.
Destaca-se por ser a mais antiga representação inequívoca do continente americano conservada. Nele encontram-se representadas as terras descobertas até finais do século XV pelas expedições castelhanas, portuguesas e inglesas à América, além de uma grande parte do Velho Mundo, segundo o estilo típico dos portulanos medievais, incluindo notícias da recente chegada de Vasco da Gama à Índia em 1498.
Constitui-se ainda na única obra cartográfica que se conservou até aos nossos dias, de todas as realizadas pelas testemunhas presenciais das primeiras viagens de Cristóvão Colombo às Índias. O mapa alude ao descobridor mediante uma grande imagem de São Cristóvão que cobre a zona na qual deveria estar a América Central. Contudo, Cuba representa-se como uma ilha, contrariamente à opinião de Colombo, que a considerava uma península da Ásia.

## História

### Autor e data

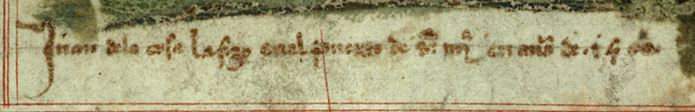
Texto do mapa que indica o autor, local e data de realização

Uma cartela no mapa informa: "Juan de la cosa la hizo en el puerto de S: mã en año de 1500" (em versão livre, "Juan de la Cosa a fez em El Puerto de Santa María em 1500".
Juan de la Cosa foi um marinheiro nascido na Cantábria em meados do século XV e que faleceu na costa da atual Colômbia em 1509. Teve um papel de destaque na primeira viagem de Cristóvão Colombo (3 de agosto de 1492 - 5 de março de 1493) às Índias, uma vez que foi o mestre da capitânia, a nau Santa Maria. Também participou da segunda viagem de Colombo (25 de setembro de 1493 - 11 de junho de 1496).
Posteriormente, em 1499 associou-se a Alonso de Ojeda para realizarem uma expedição à América, na qual talvez tenha participado ainda Américo Vespúcio. Partiram em maio de 1499, percorreram uma parte significativa da costa atlântica da América do Sul e regressaram, ou em novembro de 1499, ou em junho de 1500.
Sabe-se que de la Cosa já trazia consigo um rascunho de mapa no regresso desta viagem. De la Cosa retornou na expedição de Rodrigo de Bastidas (final de 1500 ou meados de 1501 segundo diferentes autores) e deve ter realizado o seu mapa durante o Verão ou no Outono de 1500.
A sua rica decoração permite supor que provavelmente foi feito sob encomenda para algum membro poderoso da corte dos Reis Católicos, talvez o bispo D. Juan Rodríguez de Fonseca.
Alguns historiadores questionam a datação de 1500, afirmando que parte da informação cartográfica nela contida não se encontrava  descoberta ainda naquele ano. O primeiro a formular esta teoria foi George E. Nunn em 1934, ao afirmar que Cuba não foi circunavegada até 1509, e que por essa razão, de la Cosa não podia saber que era uma ilha, como corretamente apresentado no mapa. Os seus argumentos tem sido rebatidos desde então, demostrando-se, por exemplo, que Pedro Mártir de Anglería registara em 1501 que "muitos afirmam navegar ao redor de Cuba". Outros autores apontaram que na carta não figuram muitos dos acontecimentos posteriores a 1500, como por exemplo a terceira viagem do próprio de la Cosa ao Novo Mundo (1501-1502), que descobriu o golfo de Urabá e a costa de Darién.
Outra teoria, mais amplamente aceite, afirma que o mapa é uma cópia do original preparado por de la Cosa. Um indício em favor desta teoria é o fato de muitos topônimos serem ilegíveis, como se o copista não fosse capaz de decifrar a letra do autor original. O historiador Hugo O'Donnell chegou além disso, opinando que o trabalho de Juan de la Cosa foi um rascunho que depois foi completo e enriquecido por algum outro cartógrafo.
Por outro lado, em 1987 o Gabinete de Documentação Técnica do Museu do Prado mostrou, mediante diversas análises, que os pigmentos da carta eram compatíveis com uma confecção em 1500. Não se apreciaram sinais de repinte posterior.

### Desaparecimento e achado
Não há registro documental direto da carta, porém, é sabido que Juan de la Cosa apresentou dois "mapas de marear de las Yndias" aos Reis Católicos, em Segóvia, em 1503. Um deles pode ter sido o seu mapa-múndi de 1500 ou talvez uma versão posterior do mesmo, atualizada com os descobrimentos de expedições mais recentes. Os dois mapas terão passado posteriormente à posse do bispo D. Juan Rodríguez de Fonseca, em cujo escritório os pôde contemplar Pedro Mártir de Anglería, segundo conta num escrito datado de 1514:
| “ | Visitei o prelado burgalês, patrono das referidas navegações (…) Tivemos à mão numerosos testemunhos de todo o acontecido: uma esfera sólida do Universo com estes descobrimentos e diversos mapas que os navegantes chamam cartas de marear. Uma delas foi desenhada pelos portugueses, com intervenção, segundo diziam, do florentino Américo Vespúcio (…) Outra carta, começada por Colombo quando percorria aqueles lugares, foi adicionada na sua opinião pelo seu irmão Bartolomé (…) Ademais, não houve castelhano que a pouco que se crece capacitado para medir terras e litorais, não confeccionasse o seu mapa. Guardam-se como os mais estimáveis os que compuseram aquele Juan de la Cosa, companheiro de Hojeda (…) e outro piloto nomeado Andrés Morales. | ” |

As referências ao mapa reapareceram em 1832, data em que Charles Athanase Walckenaer, barão de Walckenaer, o adquiriu a um comerciante de Paris e o mostrou a vários amigos, entre os quais se contava o erudito alemão Alexander von Humboldt, que foi o primeiro que o deu a conhecer. O espanhol Ramón de la Sagra publicou em 1837 a parte ocidental do mapa e, em 1842, Manuel Francisco de Barros e Sousa de Mesquita de Macedo Leitão e Carvalhosa, visconde de Santarém, reproduziu a parte dedicada à África. Após o falecimento do barão de Walckenaer em 1852, a sua biblioteca foi colocada em leilão. De la Sagra alertou o Ministério da Marinha da Espanha, que licitou o mapa e conseguiu adquiri-lo por 4321 francos à época.

### Situação atual
Desde 1853 a carta encontra-se exposta na Sala de Descobrimentos do Museu Naval de Madrid.
O mapa jamais foi restaurado. Realizaram-se várias edições fac-similadas, a primeira em 1892 e as mais recentes em 1992. Uma cópia realizada à mão pelo cartógrafo do Museu esteve exposta em lugar do original, de 1988 a 1992.

### Historiografia
A publicação de obras sobre o mapa de de la Cosa focou-se em três momentos históricos:
- a década de 1830, quando foi encontrado e dado a conhecer ao mundo científico graças a Alexander von Humboldt, Ramón de la Sagra e Manuel Francisco de Barros e Sousa de Mesquita de Macedo Leitão e Carvalhosa, entre outros;
- o fim do século XIX, por ocasião do quarto centenário do Descobrimento da América. Nesta fase destaca-se o estudo realizado por A. Vascano, que acompanhava a primeira edição fac-similada do mapa.
- o fim do século XX, por ocasião do quinto centenário do Descobrimento da América.

## Características

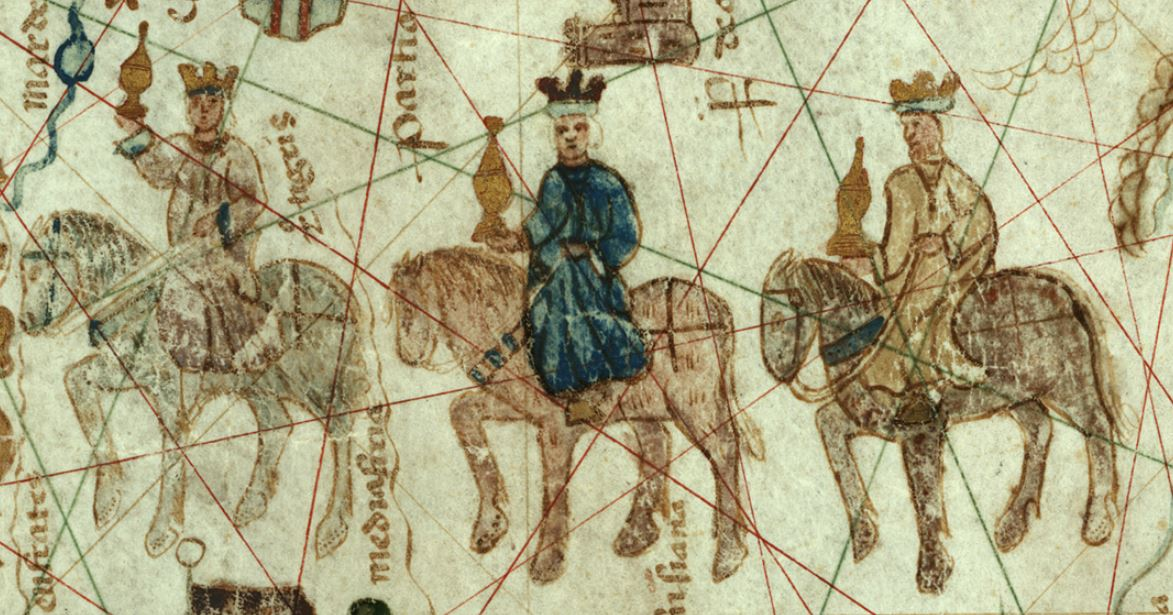
Os Reis Magos, personagens ao mesmo tempo bíblicos e legendários, na Ásia.

O mapa é um manuscrito iluminado com as dimensões de 93 centímetros de altura (sentido norte-sul) por 183 de largura (sentido leste-oeste), desenhado sobre duas folha de pergaminho de pele de novilho costurados a uma tela resistente. Os dois pedaços estão unidos pelo centro, à altura da península Itálica e da África. A sua forma é assimétrica, pois a parte ocidental corresponde ao pescoço do animal.
Está ilustrada com tinta e aquarelas. O Novo Mundo aparece representado a verde, enquanto o Velho Mundo não está colorido. No mapa, os rios, portos e núcleos populacionais são assinalados mediante símbolos convencionais. Está profusamente decorado à maneira dos portulanos da Escola de Maiorca com rosas dos ventos, bandeiras, embarcações, réis africanos e personagens legendários, como por exemplo o Preste João das Índias na África e os Reis Magos na Ásia. A rosa dos ventos situada no Atlântico contém uma representação da Virgem e o Menino.
No extremo superior do mapa, cobrindo a região centro-americana, há um quadro com uma imagem de São Cristóvão, provável alusão a Cristóvão Colombo. Sob o santo aparece a referência ao autor e data do mapa: Juan de la cosa la hizo en el puerto de S: mã en año de 1500. Na margem inferior, à direita, aparece outra zona em branco, aparentemente reservada para algum texto que afinal não foi incluído.
No geral, o seu estado de conservação é bom, embora com alguns estragos: áreas descascadas na parte superior, bem como deteriorações diversas devidas a um incêndio.
Contém numerosos topônimos, escritos em castelhano, embora alguns deles estejam ilegíveis, sobretudo no Novo Mundo.

## Territórios representados
O mapa amostra, de oeste a leste: o continente americano e as suas ilhas adjacentes; o oceano Atlântico com os seus arquipélagos principais; a Europa, o Mediterrâneo e África; o continente asiático e o oceano Índico. Embora com frequência se chame "mapa-múndi" a carta de Juan de la Cosa, não o é em senso estrito porque a sua representação da Ásia curta-se na península da Índia, omitindo a China e o Japão. Também não aparecem o oceano Pacífico nem as regiões antárticas.

### América Central e Antilhas

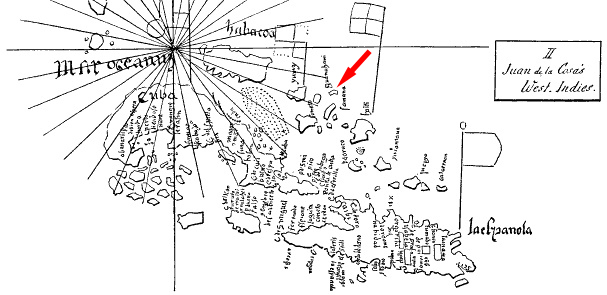
As Grandes Antilhas no mapa de Juan de la Cosa. A flecha vermelha (acrescentada) indica a ilha de Guanahani.

O traçado do mapa é claro e detalhado na zona das Antilhas, que aparecem representadas cada uma com o seu nome. Entre o grupo de ilhas Bahamas desenhado por De la Cosa com grande precisão encontra-se a ilha de Guanahani, que curiosamente não recebe nenhum tratamento gráfico especial nem texto particular apesar de ser a primeira terra "das Índias" que Cristóvão Colombo afirma avistar na sua Primeira Viagem.
Cuba aparece sob essa apelação, derivada da palavra indígena Cubanacon, e não com o nome de Joana que lhe dera Colombo. A sua imagem é bastante exata: alongada, com numerosas baías, estrangulada em dois pontos e com um extremo ocidental curvado que forma um amplo golfo cheio de ilhotas. O autor do mapa representa-a corretamente como ilha, apesar de que em junho de 1494 Colombo mandara jurar a todos os que o acompanhavam na sua Segunda viagem, entre os que se encontrava De la Cosa, que Cuba não era uma ilha senão uma península do continente asiático. Alguns autores duvidam que De la Cosa pudesse conhecer o fato da insularidade de Cuba em 1500, o qual implicaria que o mapa terá sido elaborado mais tarde; contudo, outros historiadores afirmam que para 1500 várias expedições castelhanas já circunavegaram a ilha.
Diferente das Antilhas, a costa continental vizinha fica desenhada de modo impreciso, faltando as penínsulas de Florida e a península do Iucatã, o golfo do México e, em geral, toda a América Central, em cujo lugar figura uma grande cartela com a imagem de São Cristóvão.
Acredita-se que De la Cosa pôde cobrir a posta com este requadro a zona centro-americana para evitar desenhar uma linha de costa contínua entre a América do Norte e América do Sul, a qual teria negado a existência da passagem marítima para as ilhas das Especiarias que Colombo e outros afirmavam haver ali.

### América do Sul

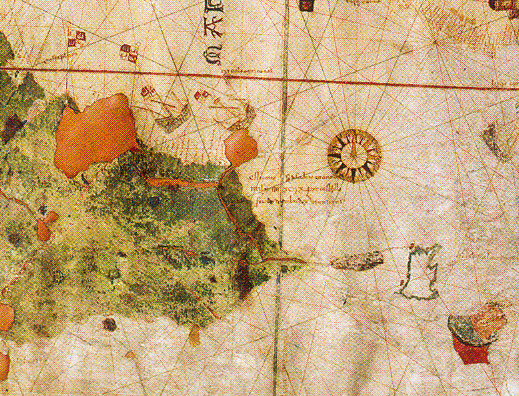
Pormenor do extremo oriental da América do Sul. A leste do Cabo de Santo Agostinho aparece, desconectada do continente, a Ilha de Vera Cruz (Ysla descubierta por portugal).

O mapa mostra a costa sul-americana enfeitada com bandeiras castelhanas do Cabo da Vela (na atual Colômbia) até o extremo oriental do continente. Ali figura um texto que diz "Este cavo se descubrio en año de mily IIII X C IX por Castilla syendo descubridor vicentians" ("Este cabo foi descoberto em 1499 por Castela sendo o descobridor Vicente Yáñez") e que muito provavelmente se refere à chegada de Vicente Yáñez Pinzón em finais de janeiro de 1500 ao Cabo de Santo Agostinho, situado na ponta oriental da América do Sul à que chamou de "Cabo de Santa Maria da Consolação.
Mais para leste  ainda, e separada do continente, aparece uma Ysla descubierta por portugal ("ilha descoberta por Portugal") colorida em azul. Provavelmente, de la Cosa quis refletir assim a terra descoberta por Pedro Álvares Cabral em 1500 e que este batizara "Terra de Vera Cruz" ou "de Santa Cruz". Os portugueses acreditavam tratar-se de uma ilha (Ilha de Vera Cruz) que estava entreposta no Atlântico, separando a Europa das Índias.
Na zona norte da região sul-americana aparece a Costa de pérolas, que fora descoberta por Colombo na Terceira viagem (1498) e que foi percorrida pelo próprio De la Cosa na sua viagem com Alonso de Ojeda. Aparecem também duas menções de outros tantos "mares doces" (Mar de agua duce e Mar Duce) que correspondem, respectivamente, ao da desembocadura do Orinoco, descoberto por Diego de Lepe em 1500 e ao situado frente à costa das Guianas, navegado por Ojeda em 1499.

### América do Norte
O mapa representa América do Norte como uma massa continental contínua que se estende até o Ártico. É representada mais esquematicamente e com menos indicações do que outras zonas geográficas. O fragmento de costa norte-americana na qual de la Cosa sim escreveu topônimos é assinalado por cinco bandeiras inglesas de cor azul e marrom situadas entre duas inscrições referidas à mesma nação: mar descubierta po ynglesie ("mar descoberta por ingleses") a oeste e cavo de ynglaterra ("cabo de Inglaterra") a leste.
Acredita-se que de la Cosa quis representar assim os descobrimentos realizados por Giovanni Caboto nas suas expedições de 1497 e 1498 sob bandeira inglesa. O embaixador castelhano em Londres, Pedro de Ayala, deveu enviar aos Reis Católicos uma cópia do mapa desenhado por Caboto, atualmente desaparecido.

### Velho Mundo

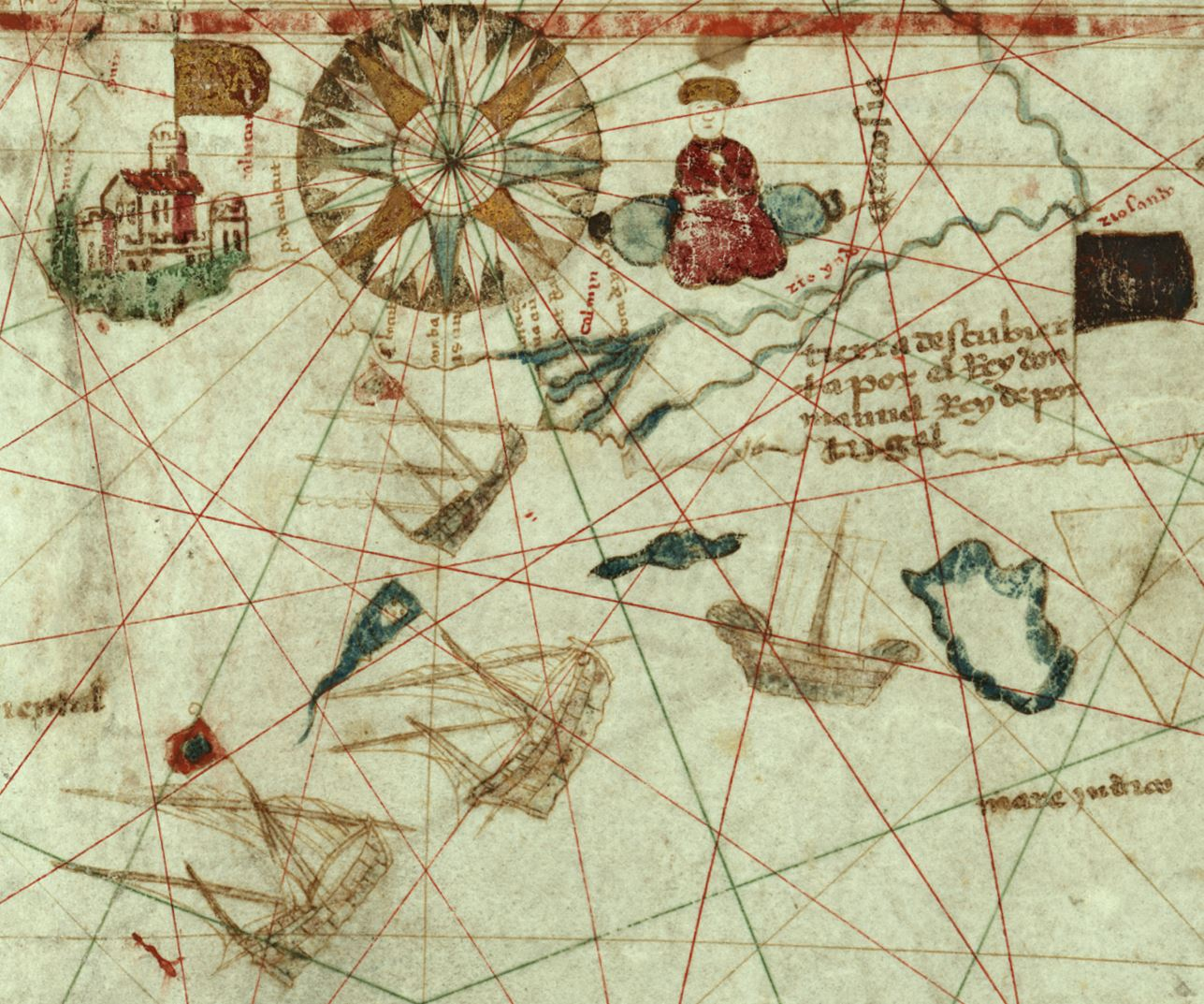
Barcos portugueses chegando à Índia

As costas da Europa e do Mediterrâneo aparecem desenhadas com a precisão habitual dos portulanos da época. O contorno da África reflete os mais recentes descobrimentos portugueses. Assim, no extremo sul do continente há uma nota que diz: "Até aqui descobriu o excelente rei D. João de Portugal", em referência à viagem de Bartolomeu Dias de 1487-1488. A costa oriental africana, que acabavam de reconhecer os portugueses, apresenta um traçado menos exato.
O continente asiático está desenhado parcialmente apenas, e de modo inexato. O mapa fica cortado nas margens do mar Arábico e falta, portanto, grande parte do subcontinente indiano. Ceilão aparece representada como uma grande ilha triangular chamada Trapobana. Sob da península indostânica um texto diz: "Terra descoberta pelo rei D. Manuel, rei de Portugal", em referência à viagem de Vasco da Gama de 1497-1499. À parte desta nota, a representação da Índia é similar às dos mapas da Geographia de Ptolemeu, bem como à do Atlas Catalão de 1375. Na parte central do oceano Índico aparecem desenhadas duas grandes ilhas, Zanabar e Madagascoa, similares às do globo terráqueo de Martin Behaim.
O corte do mapa sem representar a Indochina nem China poderia ter sido uma estratagema de De la Cosa, que assim teria evitado tomar  partido sobre se as terras descobertas por Colombo eram o extremo oriental da Ásia ou bem um continente novo.

## Cartografia

### Linhas de referência

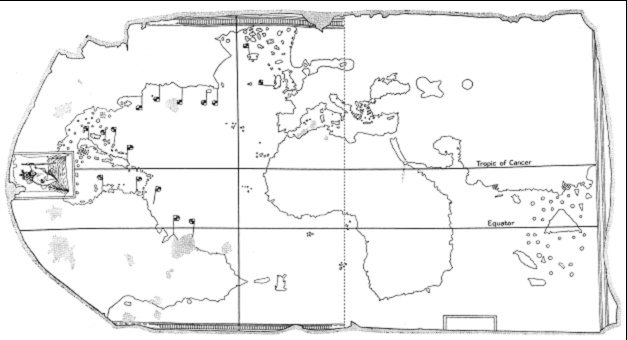
Esquema do mapa com as três linhas de referência principais

O mapa de Juan de la Cosa apresenta as linhas de rumos tradicionais dos portulanos. Em ele figuram dois rosas dos ventos principais de 32 direções, uma a sul da Índia e outra maior no meio do Atlântico. Estas duas rosas são os centros de duas circunferências determinadas por outras 16 rosas dos ventos menores. Ao contrário de outras cartas posteriores, as rosas deste mapa não intersectam umas com outras. A linha que une os centros das rosas constitui o eixo principal da carta.
Além disso, aparecem ressaltadas três linhas retas: uma leste-oeste rotulada circulo cancro que coincide quase com o eixo principal do mapa; outra, chamada circulo equinoccial ou lineia equinoccial, paralela à anterior e situada na metade sul, e uma linha norte-sul que passa pelos arquipélagos dos Açores e de Cabo Verde e curta perpendicularmente as duas anteriores, intitulada linha meridional. Os historiadores identificam unanimemente o circulo equinoccial com o equador terrestre e a maioria consideram que o circulo cancro representa o Trópico de Câncer. Sobre a linha vertical disse que se trata quer da linha fixada pelo papa Alexandre VI na bula Bula Inter Coetera (1493) quer do meridiano tomado como referência no tratado de Tordesilhas (1494) para dividir o Atlântico entre Castela e Portugal. Outra teoria afirma que de la Cosa quis assinalar a longitude na qual a declinação magnética é anulada, ou seja, na qual o norte assinalado pela bússola corresponde exatamente com o Norte geográfico assinalado pela Estrela Polar.

### Escala
O mapa proporciona duas escalas em forma de linhas de pontos sem nenhum número nem explicação, colocadas nas margens superior e inferior da metade ocidental da carta. Acredita-se que a distância entre pontos poderia representar 50 milhas. Também se afirmou que o mapa foi desenhado utilizando uma escala diferente para o Novo Mundo e para o Velho, o qual teria dilatado a imagem da América numa proporção de 1,4:1 a respeito do Velho Mundo.
O mapa não amostra nem os valores nem a definição do sistema de coordenadas utilizado na sua construção.

### O problema da latitude
Ao partir da hipótese de que o mapa representa o globo terrestre segundo uma malha perpendicular de longitude e latitude, chega-se à conclusão de que de la Cosa foi exato com as longitudes Porém, cometeu erros grandes com a latitude das terras americanas recém descobertas: Porto Rico aparece desenhado sobre o Trópico de Câncer (o circulo cancro) quando na realidade se encontra cinco graus a sul do mesmo; a Espanhola aparece à mesma altura que as Canárias apesar de as suas latitudes diferirem realmente em oito graus; a costa norte de Cuba parece chegar no mapa até 36ºN enquanto realmente fica doze graus mais a sul.
Colombo parece ter cometido os mesmos erros pois, entre outros exemplos, na sua carta al escribano de ración de março de 1493 afirmou da Espanhola que o sol tem ali grande força, pois que é distante da linha equinocial vinte e seis graus enquanto esta ilha se encontra realmente entre os 17.5 e 20ºN de latitude. Em 1494 repetiu o mesmo dado numa carta aos Reis Católicos relatando a sua Segunda Viagem.

## Importância
O mapa de Juan de la Cosa tem grande importância histórica por ser o único mapa conhecido realizado por uma testemunha presencial das duas primeiras viagens de Colombo. É, aliás, a carta mais antiga na que aparece de jeito indiscutível o continente americano.
Dado que se trata de uma carta manuscrita, não gravada ou impressa, somente umas poucas pessoas puderam ter o privilégio de consultá-la e estudá-la em pormenor. Assim, acredita-se que a sua influência no desenvolvimento da cartografia deveu ser limitada. Contudo, sabemos que na sua época foi apreciada pela sua qualidade, pois quer ela quer uma posterior do mesmo autor foi citada por Pedro Mártir em 1514 entre as "cartas de marear" castelhanas mais valiosas.